# سفر حبقوق

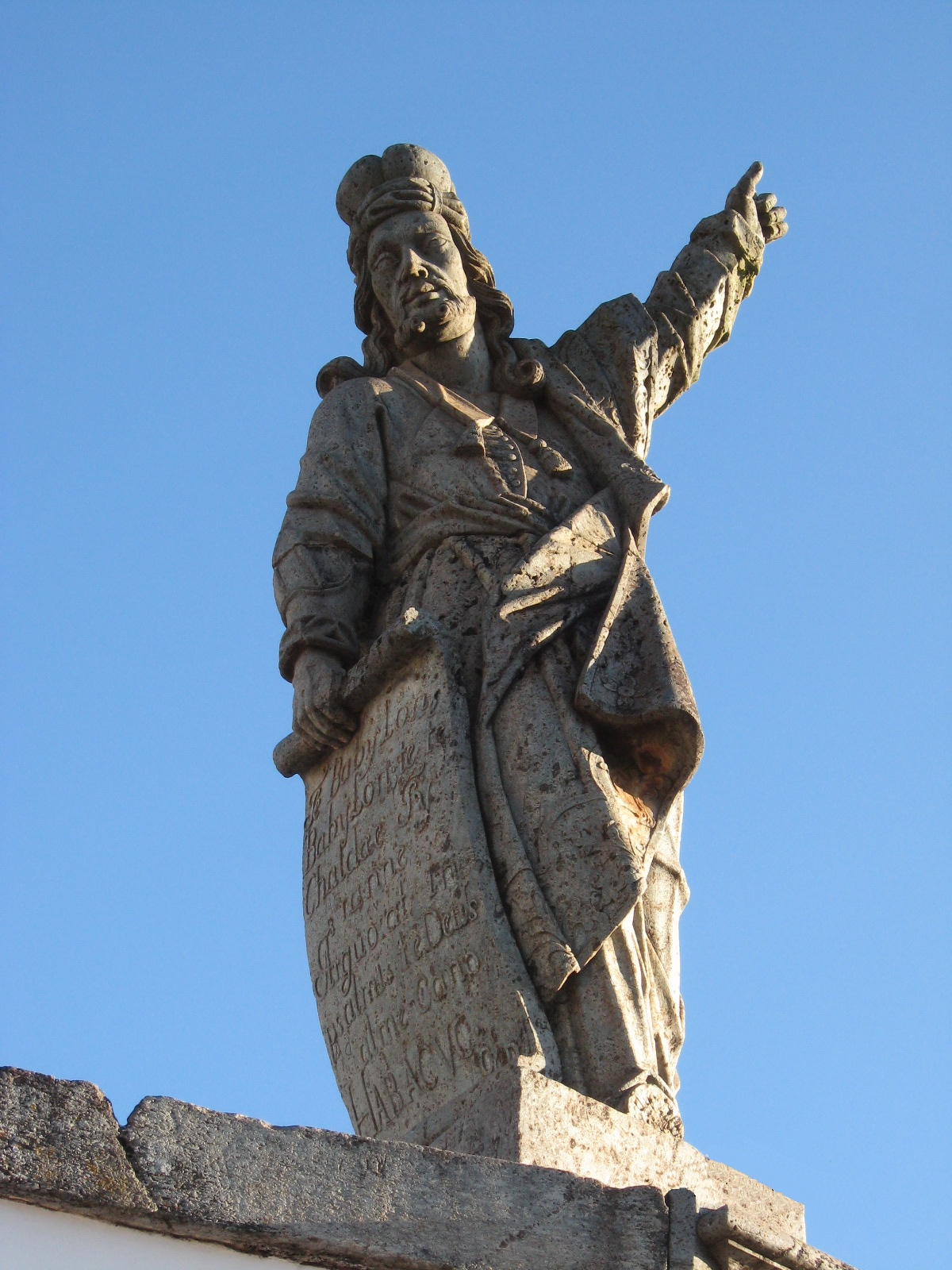

سفر حُبْقُوق هو أحد أسفار التناخ والعهد القديم. وهو الكتاب الثامن من أسفار الرسل الاثنا عشر في الكتاب العبري. و يرجح إنه قد أولف في أواخر القرن السابع قبل الميلاد.